# دافيد أوبوكو
دافيد أوبوكو (بالإنجليزية: David Osei Opoku)‏ لاعب كرة قدم غاني من مواليد 31 يناير 1992 لعب سابقاً في نادي معيذر القطري .

## روابط خارجية
- دافيد أوبوكو على موقع الاتحاد الأوربي (الإنجليزية)
- دافيد أوبوكو على موقع قاعدة بيانات كرة القدم.إي يو (الإنجليزية)
- دافيد أوبوكو على موقع Soccerway.com (الإنجليزية)